# Biserica „Sfântul Arhanghel Mihail” din Cozești
Biserica „Sf. Arhanghel Mihail” este o biserică amplasată în Cozești, raionul Sîngerei, Republica Moldova. Este un monument arhitectural de importanță națională inclus în Registrul monumentelor Republicii Moldova ocrotite de stat cu nr. 1493 (raionul Telenești). Datează din mijl. sec. XIX.